# قلعة غوزدانسكة
قلعة غوزدانسكة هي قلعة تقع في قرية قلعة، مقاطعة سيساك-موسلافينا، كرواتيا. تم بنائها في القرن الخامس عشر.